# Утери
Утери (чеш. Úterý, нем. Neumarkt) — небольшой городок на юго-западе центральной части Чешской Республики, в районе Пльзень-север Пльзенского края.
Расположен в 23 км к востоку от Марианске-Лазне.
Население на 1 января 2019 г — 470 человек.

## История

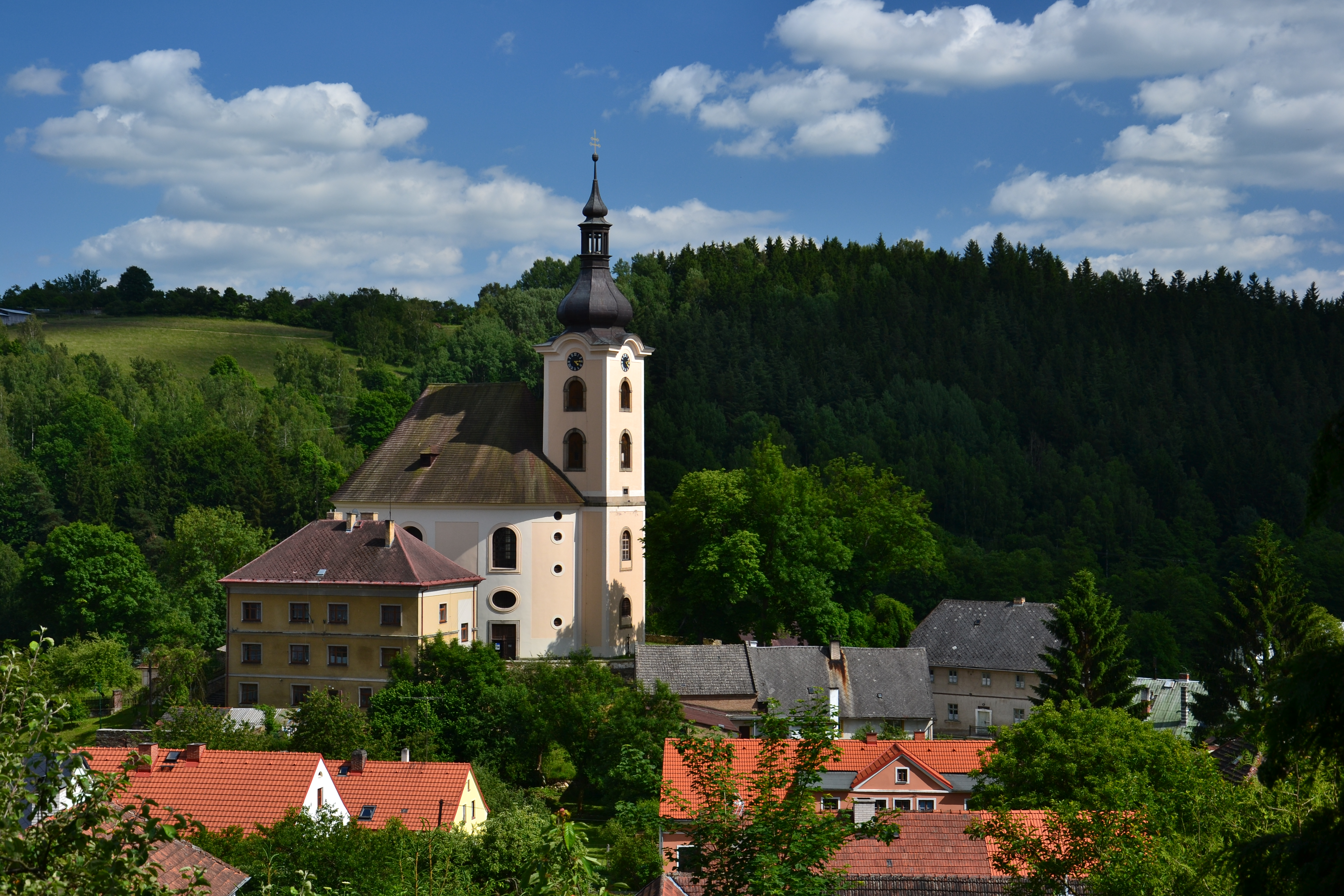
Центр города с костёлом Святого Иоанна Крестителя

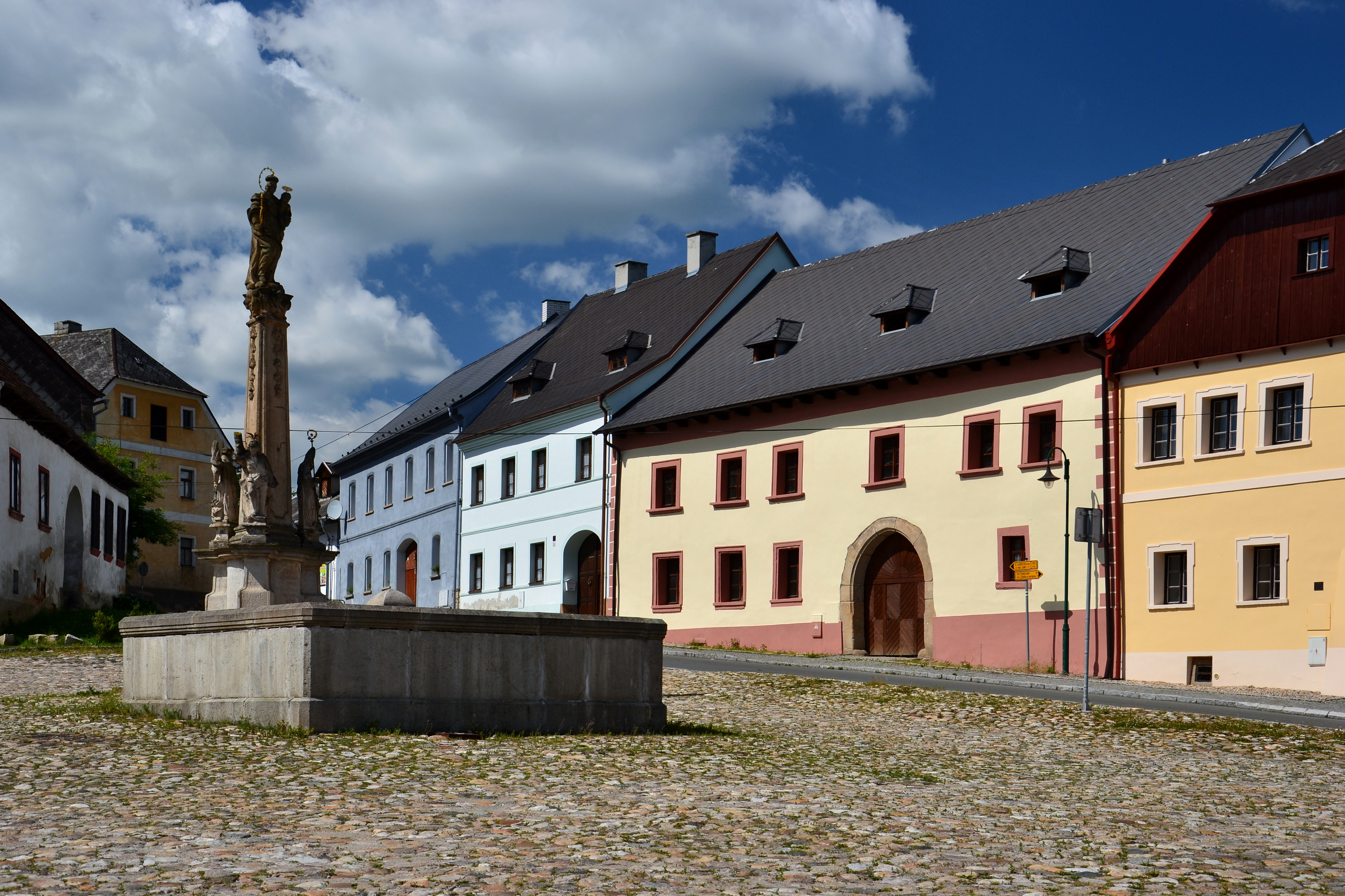
Мариацкая колона на центральной площади

Первое документальное упоминание о городе Утери относится к 1233 году. Здесь был центр добычи золота. Приходская церковь Святого Иоанна Крестителя, расположенная здесь, упоминается в 1384 году.
Из-за Тридцатилетней войны и спада добычи полезных ископаемых город, в котором когда-то проживало более 1000 человек, утратил своё значение. В 1834 году в Ноймаркте проживало 834 человека. В начале XX века в городе были пивоварня и несколько лесопилок.
После Первой мировой войны в 1919 году Ноймаркт отошёл к вновь созданной Чехословакии. В 1938—1945 годах по Мюнхенскому соглашению — в составе нацистской Германии. После Второй мировой войны немецкое население города было депортировано. В связи с невозможностью компенсировать потерю населения, в 1949 году права города были аннулированы. Лишь в январе 2007 года Утери снова стал городом.